# John Joseph Nevins
John Joseph Nevins (New Rochelle, 19 gennaio 1932 – Venice, 26 agosto 2014) è stato un vescovo cattolico statunitense.

## Biografia

### Formazione e ministero sacerdotale
Si laureò presso la Scuola di filosofia dell'Università Cattolica d'America a Washington dove proseguì gli studi teologici. Conseguì poi un master in assistenza sociale presso la Tulane University di New Orleans. Venne, nel corso della sua vita, insignito di diversi dottorati onorari.
Il 6 giugno 1959 fu ordinato presbitero per l'arcidiocesi di Miami nella basilica del santuario nazionale dell'Immacolata Concezione a Washington. In seguito fu vicario parrocchiale, vicario generale, rettore del seminario minore "San Giovanni Maria Vianney" e infine direttore delle vocazioni.

### Ministero episcopale
Il 25 gennaio 1979, papa Giovanni Paolo II lo nominò vescovo ausiliare di Miami e titolare di Rusticiana. Ricevette l'ordinazione episcopale il 24 marzo 1979 successivo dall'arcivescovo metropolita di Miami Edward Anthony McCarthy, coconsacranti il vescovo di Pensacola-Tallahassee René Henry Gracida e quello di Brownsville John Joseph Fitzpatrick.
Il 17 luglio 1984 Giovanni Paolo II lo nominò primo vescovo della nuova diocesi di Venice. Prese possesso della diocesi il 25 ottobre successivo con una messa nella cattedrale dell'Epifania a Venice alla presenza del nunzio apostolico Pio Laghi. La diocesi copre dieci contee e il numero di cattolici crebbe da circa 115 000 unità a più di 200 000 durante il suo episcopato. Nel tentativo di soddisfare meglio i bisogni spirituali di questa popolazione cattolica aggiunse 15 parrocchie alle 39 originarie e aumentò il numero di cappelle e missioni a 13. Supervisionò le ordinazioni di 50 sacerdoti. Istituì una nuova scuola elementare, una scuola per la formazione degli adulti e due centri di ritiro.
Prestò servizio anche come vicepresidente della Conferenza cattolica della Florida e fece parte del consiglio di fondazione del seminario regionale "San Vincenzo de' Paoli" e dei consigli del seminario minore "San Giovanni Maria Vianney", della Saint Leo University, del giornale cattolico della Florida, della Catholic Near East Welfare Association e della Franciscan Foundation for Holy Land.
In seno alla Conferenza statunitense dei vescovi cattolici fu membro del consiglio per il dialogo con gli ebrei.
Il 19 gennaio 2007, papa Benedetto XVI accettò la sua rinuncia al governo pastorale della diocesi per raggiunti limiti di età.
Morì nella sua casa di Venice il 26 agosto 2014 all'età di 82 anni. Le esequie si tennero il 3 settembre nella cattedrale dell'Epifania, sempre a Venice. Al termine del rito fu sepolto nel cortile dello stesso edificio.

## Genealogia episcopale e successione apostolica
La genealogia episcopale è:
- Cardinale Scipione Rebiba
- Cardinale Giulio Antonio Santori
- Cardinale Girolamo Bernerio, O.P.
- Arcivescovo Galeazzo Sanvitale
- Cardinale Ludovico Ludovisi
- Cardinale Luigi Caetani
- Cardinale Ulderico Carpegna
- Cardinale Paluzzo Paluzzi Altieri degli Albertoni
- Papa Benedetto XIII
- Papa Benedetto XIV
- Papa Clemente XIII
- Cardinale Bernardino Giraud
- Cardinale Alessandro Mattei
- Cardinale Pietro Francesco Galleffi
- Cardinale Giacomo Filippo Fransoni
- Cardinale Carlo Sacconi
- Cardinale Edward Henry Howard
- Cardinale Mariano Rampolla del Tindaro
- Cardinale Rafael Merry del Val
- Cardinale Tommaso Pio Boggiani, O.P.
- Arcivescovo John Timothy McNicholas, O.P.
- Arcivescovo Karl Joseph Alter
- Arcivescovo Edward Anthony McCarthy
- Vescovo John Joseph Nevins

La successione apostolica è:
- Vescovo Frank Joseph Dewane (2006)